# Scottish baronial style
 
Le Scottish baronial style (littéralement « style baronnial écossais » en anglais) est un mouvement architectural néogothique né en Écosse au début du XIXe siècle et populaire jusqu'à la Première Guerre mondiale.

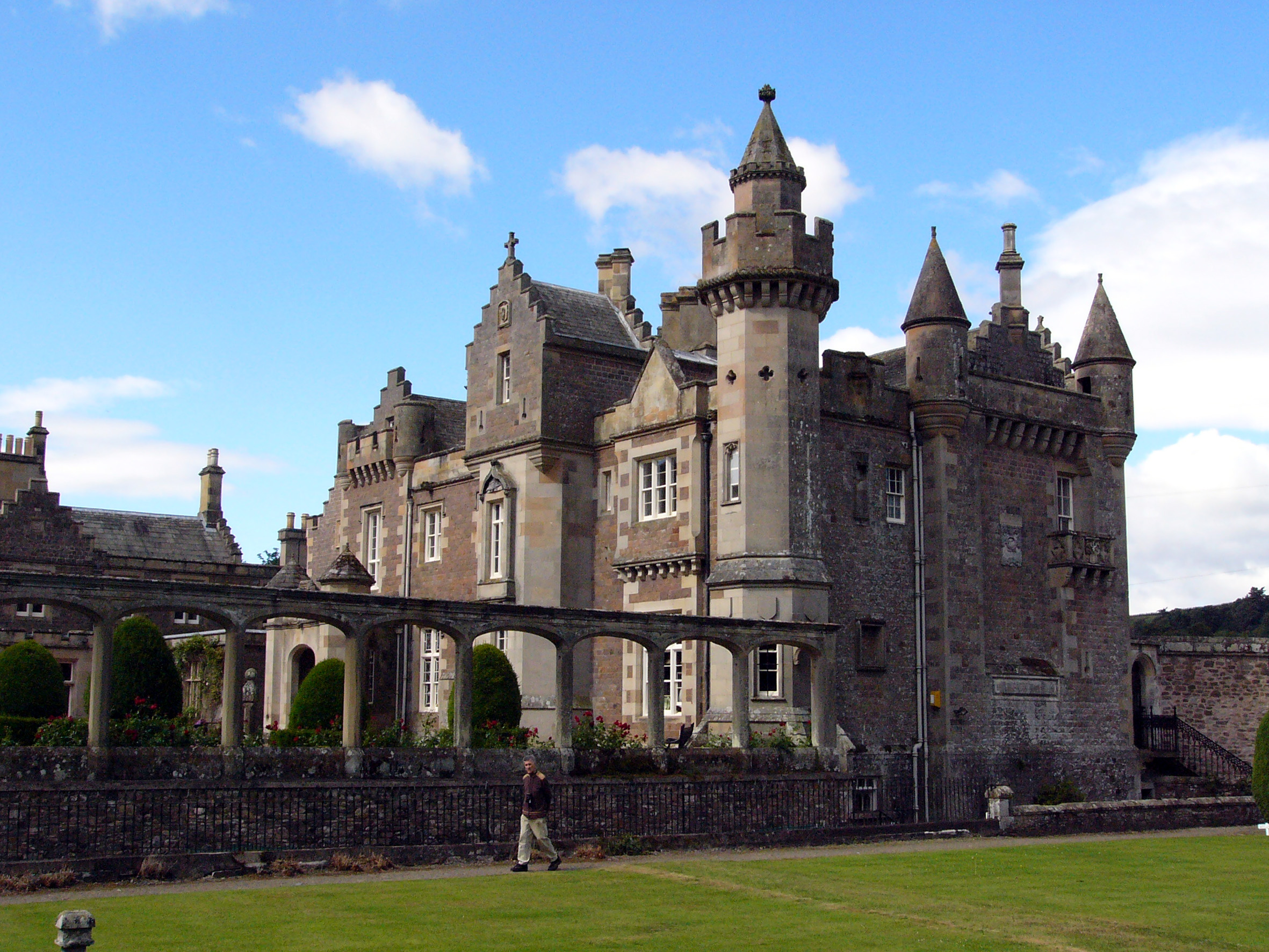
Abbotsford House, demeure de sir Walter Scott.

Il se base sur des éléments des châteaux, manoirs et maisons-tours écossaises de la période de la Renaissance, comme le château de Craigievar et le château de Newark. Il s'agit d'une fusion de l'architecture néogothique appliquée aux châteaux, par Horace Walpole par exemple, avec l'ancienne architecture défensive écossaise. L'un des premiers exemples en est Abbotsford House, la demeure du romancier sir Walter Scott, construite pour lui sur les berges de la rivière Tweed dans les Scottish Borders.
Les bâtiments de ce style présentent fréquemment des tours cantonnées de poivrières. Les faîtes de la toiture ne sont pas tous au même niveau, les chéneaux  crénelés imitant des remparts étant souvent interrompus par les pignons de façade des lucarnes. Si des fenêtres en lancette ornent tours et pignons de façade, de larges baies vitrées sont également courantes, leurs gâbles de baie étant eux aussi crénelés et amortis de pinacles. Porches, portiques et portes cochères sont imités des châteaux, des fausses herses pouvant être suspendues au-dessus de la porte principale, flanquée d'animaux héraldiques et de motifs architecturaux médiévaux.
Ce style fut particulièrement employé pour les bâtiments publics, comme l'Aberdeen Grammar School (en), et ne fut pas limité à l'Écosse, puisqu'il se propagea dans l'ensemble de l'Empire britannique, comme le Larnach Castle (en) près de Dunedin en Nouvelle-Zélande, la Casa Loma à Toronto en Ontario au Canada, le Craigdarroch Castle à Victoria en Colombie-Britannique (Canada), ou le Fairmont Banff Springs à Banff en Alberta (Canada).